# Рудина (Стари Град)
Рудина је насељено место у саставу града Старог Града, на острву Хвару, Сплитско-далматинска жупанија, Република Хрватска.

## Историја
До територијалне реорганизације у Хрватској налазила се у саставу старе општине Хвар.

## Становништво
На попису становништва 2011. године, Рудина је имала 70 становника.
| Број становника по пописима | Број становника по пописима | Број становника по пописима | Број становника по пописима | Број становника по пописима | Број становника по пописима | Број становника по пописима | Број становника по пописима | Број становника по пописима | Број становника по пописима | Број становника по пописима | Број становника по пописима | Број становника по пописима | Број становника по пописима | Број становника по пописима | Број становника по пописима |
| --------------------------- | --------------------------- | --------------------------- | --------------------------- | --------------------------- | --------------------------- | --------------------------- | --------------------------- | --------------------------- | --------------------------- | --------------------------- | --------------------------- | --------------------------- | --------------------------- | --------------------------- | --------------------------- |
| 1857                        | 1869                        | 1880                        | 1890                        | 1900                        | 1910                        | 1921                        | 1931                        | 1948                        | 1953                        | 1961                        | 1971                        | 1981                        | 1991                        | 2001                        | 2011                        |
| 187                         | 0                           | 260                         | 280                         | 337                         | 279                         | 279                         | 228                         | 182                         | 164                         | 112                         | 73                          | 40                          | 35                          | 54                          | 70                          |

Напомена: У 1869. подаци су садржани у насељу Стари Град. Од 1880. до 1910. и од 1953. до 1971. исказано је као насеље-подручје. У 1857. део податка садржан је у насељу Стари Град.

### Попис1991.
На попису становништва 1991. године, насељено место Рудина је имало 35 становника, следећег националног састава:
| Попис 1991.‍  | Попис 1991.‍  | Попис 1991.‍ | Попис 1991.‍ | Попис 1991.‍ |
| ------------ | ------------ | ----------- | ----------- | ----------- |
|              |              |             |             |             |
| Хрвати       | Хрвати       |             | 25          | 71,42%      |
| Муслимани    | Муслимани    |             | 5           | 14,28%      |
| Југословени  | Југословени  |             | 2           | 5,71%       |
| неопредељени | неопредељени |             | 3           | 8,57%       |
| укупно: 35   |              |             |             |             |